# Beat Vonlanthen

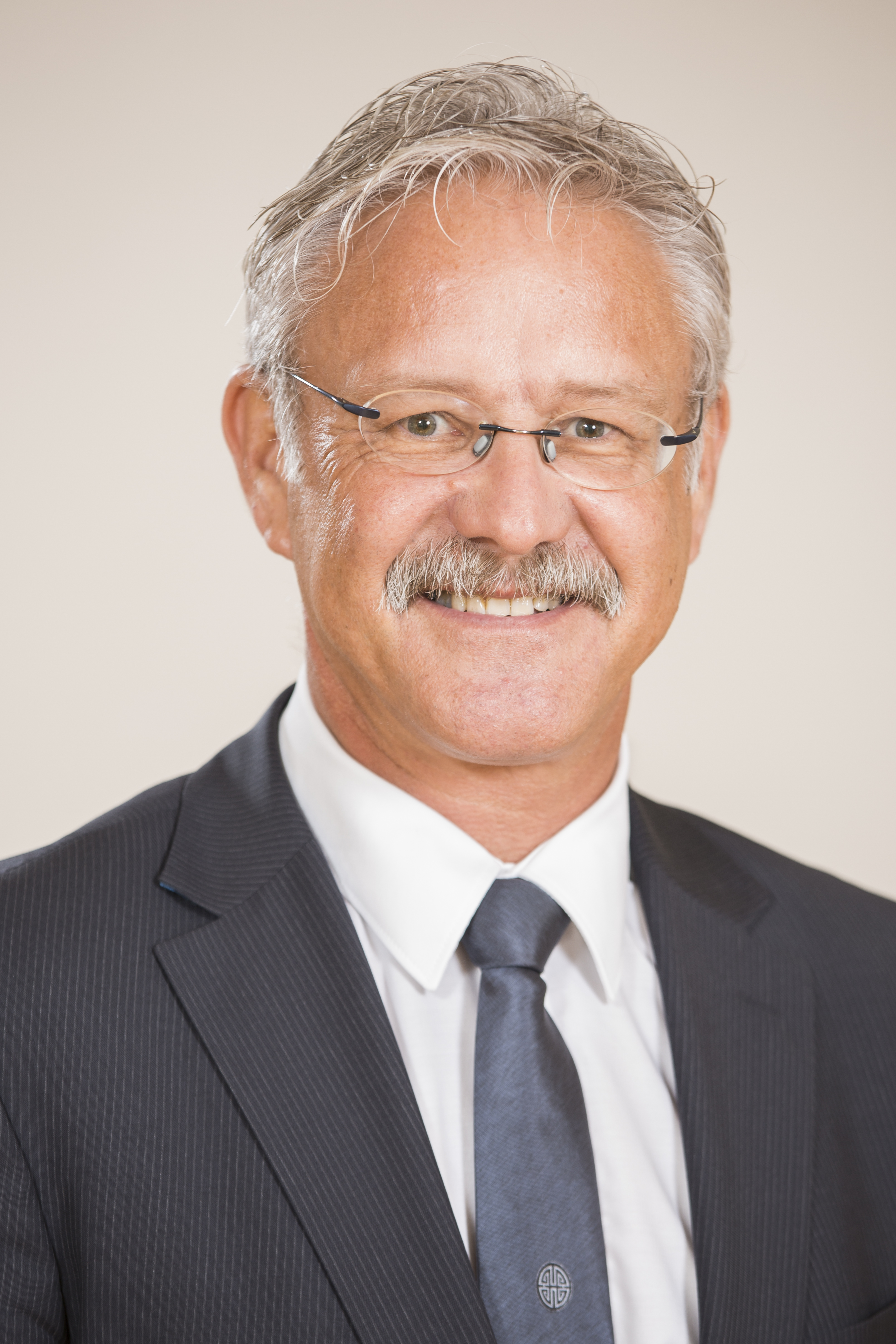
Staatsrat Beat Vonlanthen, 2013

Beat Vonlanthen (* 8. April 1957 in Niedermuhren, Gemeinde Tafers) ist ein Schweizer Politiker (Die Mitte).

## Leben
Vonlanthen absolvierte 1977 am Kollegium St. Michael in Freiburg die Matura Typ B. Nach dem Militärdienst studierte er an der Universität Freiburg Rechtswissenschaft und schloss 1982 mit dem Lizenziat ab. Er arbeitete erst als Unterassistent, dann als Diplomassistent an der Universität. 1985 erlangte er den Master of Laws der London School of Economics and Political Science. 1986 promovierte er ausserdem an der Universität Freiburg.
Von 1986 bis 1988 war Vonlanthen beim Delegierten für das Flüchtlingswesen, Peter Arbenz, als Ausbildungschef tätig. Anschliessend war er zwei Jahre lang persönlicher Mitarbeiter des BIGA-Direktors Klaus Hug und leitete das Projekt Weiterbildungsoffensive. 1990 wechselte er ans Eidgenössische Departement des Innern, wo er zunächst als Stabschef der Gruppe für Wissenschaft und Forschung tätig war und ab 1998 als Vizedirektor des Staatssekretariats für Wissenschaft und Forschung.
Vonlanthen lebt in St. Antoni. Er ist verheiratet und hat drei Kinder.

## Politik
Die politische Laufbahn Vonlanthens begann 1989, als er zum Präsidenten der CVP Sense gewählt wurde, ein Amt, das er bis 1994 innehatte. 1995 rückte er in den Grossen Rat des Kantons Freiburg nach und wurde 1996 und 2001 bestätigt. Im Mai 2004 wurde Vonlanthen in den Ersatzwahlen des Staatsrats als Nachfolger von Urs Schwaller gewählt und übernahm die Direktion für Raumplanung, Umwelt und Bau. Im Jahr 2007 wurde er im Amt bestätigt und wechselte auf die Volkswirtschaftsdirektion. 2010 und 2014 war er Präsident des Staatsrates. In den Ständeratswahlen im Jahre 2015 wurde er im 2. Wahlgang am 8. November als Vertreter des Kantons in den Ständerat gewählt; darauf trat er per Ende 2016 aus dem Staatsrat zurück. Im Ständerat war er Mitglied der Geschäftsprüfungskommission, der Kommission für Rechtsfragen und der Kommission für Umwelt, Raumplanung und Energie. Zu den Wahlen im Jahr 2019 trat er wieder an, wurde aber am 10. November im 2. Wahlgang nicht wiedergewählt. Sein Stimmenanteil lag 0,2 Prozent unter demjenigen der an seiner Stelle gewählten Johanna Gapany.